# Benoît Forget
Benoît Forget est un dramaturge belge né le 12 août 1965 à Bruxelles.

## Biographie
Journaliste et politologue de formation, il est notamment connu, entre autres, pour avoir coécrit avec Charlie Dupont les one man shows de Manu Thoreau :
- Manu Thoreau est insortable (1996[1]), mis en scène par Bruno Georis au Théâtre de la Toison d'Or, Bruxelles
- Ce soir ou jamais (1997[2]), mis en scène par Bernard Cogniaux au Théâtre de la Toison d'Or, Bruxelles
- Faux contact (1997-1999[3]), série télévisée humoristique de quelque 180 épisodes (Canal + Belgique) imaginée et coécrite par Manu Thoreau, Benoît Forget et Charlie Dupont, réalisée par Michael Havenith, dans laquelle apparaissent de nombreuses figures de la scène belge (Isabelle Defossé, Stéphane de Groodt, Stéphane Custers, Philippe Résimont, Vincent Raoult, Frédéric Jannin, etc.)
- Un jour tu oublieras ta tête (2000[4]), premier épisode d’une série à sketches humoristiques de 26 minutes diffusée sur Canal + Belgique (avec Bruno Bulté, Benoît Verhaert, Isabelle Defossé, etc.) interrompue par la mort de Manu Thoreau le 9 mars 2000.

## Principales œuvres écrites
- Décollage immédiat (2000[5]), œuvre théâtrale (Théâtre de la Toison d’or – Bruxelles) coécrite avec Charlie Dupont et Laurence Bibot, avec Philippe Dreck, Charlie Dupont, Stéphane Custers, Juliette Meignan et Francine Laffineuse
- François le célibataire et ses amis formidables (2004[6]), série télévisée de 18 épisodes (M6) coécrite avec Ivan Goldschmidt et Charlie Dupont, avec Stéphane de Groodt, Isabelle Defossé, Fabio Zenoni, Michelangelo Marchese, Bill Bilquin et Charlie Dupont
- Mémoire d'un vigile (2005[7]), œuvre théâtrale d’anticipation avec Thierry de Coster (Atelier 210 – Bruxelles) mise en scène par Ivan Goldschmidt. La pièce comportait une séquence filmée dans laquelle apparaissaient notamment Serge Larivière, Marie-Paule Kumps, Jan Hammenecker et Philippe Vauchel.
- 2008-2009 : The Marvellous Flying Box - Promotion Ascenseur : (50x3 min) série télévisée (Plug RTL, France 4) avec Jean-Luc Couchard, Olivier Leborgne, Jean-Claude Dubiez, Raphaaël Charlier, Esther Aflalo ; ainsi que de multiples guests : Bruno Georis, Eric de Staercke, Charlie Dupont, Tania Garbarski, Bruno Coppens, Jacky Berroyer.